# Романтические цветы
«Романтические цветы» — второй сборник стихов Николая Гумилёва, выпущенный в Париже в январе 1908 года на собственные средства.
Первое издание «Романтические цветы» вышло с посвящением Анне Андреевне Горенко. В сборник вошло 32 стихотворения. Три из них в дальнейшие издания не включались, одно было включено в сильно урезанном виде.
Сборник был представлен на соискание достаточно консервативной Пушкинской премии, однако её не получил: «малый объем книги в совокупности с неизвестностью автора и отсутствием переводов привели к тому, что у „Романтических цветов“ не было шансов не только по своей модернистской направленности».
«Вторым» изданием Гумилёв считал раздел под тем же названием, которым заканчивался сборник «Жемчуга» 1910 года.
Во «второе» издание (в составе «Жемчугов») входило 21 стихотворение, из них 20 было перепечатано из первого издания, а одно являлось новым («Неоромантическая сказка»). Кроме того, одно стихотворение из первого издания («Мне снилось, мы умерли оба») вошло в раздел «Жемчуг Розовый», но в 1918 г. было возвращено в «Романтические Цветы».
В третье издание вошло 45 стихотворений, в том числе: три из «Пути конквистадоров», 29 из первого издания «Романтических цветов» 1908 года, четыре перенесенных из «Жемчугов» 1910 года, одно из второго издания «Романтических цветов» в сильно урезанном виде и восемь стихотворений, не входивших раньше ни в один из сборников.
Стихотворения, вошедшие в третье издание сборника:
- Сонет (Как конквистадор в панцире железном…)
- Баллада
- Оссиан
- Крыса
- Рассвет
- Смерть
- В небесах
- Думы
- Крест
- Маскарад
- После победы
- Выбор
- Умный дьявол
- Отказ
- Воспоминание
- Мечты
- Перчатка
- Мне снилось
- Сада-Якко
- Самоубийство
- Принцесса
- Пещера сна
- Влюбленная в дьявола
- Любовники
- Заклинание
- Гиена
- Корабль
- Ягуар
- Ужас
- За гробом
- Невеста льва
- Сады души
- Зараза
- Орел Синдбада
- Жираф
- Носорог
- Озеро Чад
- Помпей у пиратов
- Основатели
- Манлий
- Игры
- Императору
- Каракалла
- Мореплаватель Павзаний…
- Неоромантическая сказка

## Критика
На первое издание сборника откликнулись в числе прочих В. Я. Брюсов, И. Ф. Анненский и В. В. Гофман.
Из рецензии В. Я. Брюсова в журнале «Весы», 1908 года:
Стихи Н. Гумилёва теперь красивы, изящны и большей частью интересны по форме; теперь он резко и определенно вычерчивает свои образы и с большой продуманностью и изысканностью выбирает эпитеты… Может быть, продолжая работать с той упорностью, как теперь, он сумеет пойти много дальше, чем мы то наметили, откроет в себе возможности, нами не подозреваемые.
Из рецензии Л. Ф. в «Образовании», 1908 года:
…как поэт Н. Гумилёв очень неровен и часто умеет хорошее целое ловко испортить двумя-тремя мелочами.
Из рецензии Виктора Гофмана в «Русской мысли», 1908 года:
Теперешняя его книга — лишь преддверие, лишь обещание, к которому, впрочем, стоит прислушаться; настоящее же творчество поэта еще впереди.